# Wassili Wiktorowitsch Tichonow
Wassili Wiktorowitsch Tichonow (russisch Василий Викторович Тихонов; * 13. Mai 1958 in Moskau, Russische SFSR; † 7. August 2013 ebenda) war ein russischer Eishockeyspieler und -trainer. Während seiner Karriere spielte er von 1976 bis 1983 in der ersten und zweiten sowjetischen Liga auf der Position des Verteidigers. Nach seiner aktiven Karriere arbeitete er als Trainer in den Top-Ligen Europas und Nordamerikas.
Er war der Sohn des berühmten sowjetischen Eishockeytrainers Wiktor Tichonow und Vater des gleichnamigen Eishockeyspielers.

## Karriere
Tichonow begann schon in seiner Kindheit in Moskau mit der Ausübung des Eishockeysports. Im Alter von elf Jahren zog er aufgrund seines Vaters, der 1968 den Cheftrainerposten von Daugava Riga angenommen hatte, mit der Familie nach Riga in die Lettische SSR. Von 1976 an spielte Tichonow selbst aktiv in der ersten und zweiten sowjetischen Liga, ehe er bereits 1983 im Alter von 25 Jahren seine Karriere beendete und eine Trainerausbildung begann. Diese schloss er in der Lettischen SSR mit einem Bachelorabschluss ab, nachdem er zuvor schon einen Masterabschlusses in Biomechanik erhalten hatte.
Seine Trainerkarriere startete Tichonow bei Energo Riga, die um 1985 in der zweiten sowjetischen Liga spielten, als Assistenztrainer. 1987 übernahm er mit den Junioren von Dinamo Riga seinen ersten Cheftrainerposten, den er drei Jahre innehatte und dabei mit Artūrs Irbe einen der besten lettischen Torhüter aller Zeiten ausbildete. Während dieser Zeit kam auch sein Sohn Wiktor zur Welt. Mit der Beendigung des Engagements bei Dinamo Riga und dem Zerfall der Sowjetunion nahm Tichonow im November 1990 ein Angebot als Cheftrainer von Ässät Pori aus der finnischen SM-liiga an. Nach drei Jahren in der finnischen Eliteklasse, in denen er die Mannschaft zweimal ins Halbfinale der Play-offs geführt hatte, unterbreiteten ihm die San Jose Sharks aus der National Hockey League im April 1993 ein Angebot als Berater der Scouting-Abteilung für den bevorstehenden NHL Entry Draft, da sich San Jose während dieser Zeit vor allem auf Spieler aus der ehemaligen Sowjetunion konzentrierte. Bereits im Sommer desselben Jahres wurde er zum Assistenztrainer unter dem neu eingestellten Cheftrainer Kevin Constantine befördert. Diese Funktion füllte er bis zum 10. Oktober 1995 gemeinsam mit Drew Remenda und Wayne Thomas aus, ehe Jim Wiley und Mark Kaufman Tichonow und Remenda in ihren Positionen ersetzten. Tichonow verblieb jedoch in der Organisation, da er für den Rest des Spieljahres 1995/96 den Cheftrainerposten Wileys bei den Kansas City Blades in der International Hockey League, dem damaligen Farmteam der Sharks, übernahm. Tichonow war damit zugleich der erste in Europa geborene Trainer, der ein nordamerikanisches Eishockey-Profiteam als Cheftrainer betreute. Nachdem er mit dem Team zwar die Playoffs erreicht hatte, aber in der ersten Runde gescheitert war, degradierten ihn die Sharks für die beiden folgenden Spieljahre zum Assistenztrainer ihres neuen Farmteams in der American Hockey League, den Kentucky Thoroughblades. Dort arbeitete er unter dem ebenfalls degradierten Wiley. Nach Abschluss der Saison 1997/98 beendete er schließlich sein Nordamerika-Engagement und kehrte nach Europa zurück.
Dort arbeitete er zunächst wieder zwei Jahre, zwischen 1999 und 2001, in Finnland beim Erstligisten Lukko Rauma, mit denen er erneut zweimal die Qualifikation für die Playoffs schaffte. Im Sommer 2001 nahmen ihn schließlich die SCL Tigers aus der Schweizer Nationalliga A als Chef hinter der Bande unter Vertrag. In der Schweiz kam der als Disziplinfanatiker geltende Tichonow, jedoch nicht gut zurecht, was sich in seiner Entlassung am 2. November 2001 widerspiegelte, nachdem er aus den ersten 19 Saisonspielen nur 14 Punkte geholt hatte und die Tigers auf dem elften und vorletzten Tabellenplatz lagen. In der Folge arbeitete er als Assistenztrainer des HK ZSKA Moskau, als sein Vater zeitweise das Präsidenten- und Traineramt besetzte. Tichonow war in dieser Zeit maßgeblich in den Konflikt mit Nikolai Scherdew im Winter 2003 involviert, der nach Querelen mit dem Trainerstab eigenmächtig nach Nordamerika zu den Columbus Blue Jackets aus der NHL geflüchtet war und dadurch seinen Militärdienst beim Armeeklub eigenmächtig abgebrochen hatte.
Nach mehrjähriger Pause füllte Tichonow in der Saison 2010/11 den Posten des Assistenztrainers beim HK Awangard Omsk in der Kontinentalen Hockey-Liga unter Cheftrainer Raimo Summanen aus. In der folgenden Saison war er Co-Trainer bei Ak Bars Kasan, ehe er ab 2012 als Berater von General Manager Sergei Fjodorow beim ZSKA Moskau tätig war.
Wassili Tichonow verstarb am 7. August 2013 nach einem Sturz aus dem vierten Stock seines Wohnhauses, als er einen Schutzschirm reparieren wollte.